# Profvoetballer van het Jaar 2018
De uitreiking van de Belgische trofee voor Profvoetballer van het Jaar 2018 vond plaats op 14 mei 2018. Winnaar was de Belgische middenvelder Hans Vanaken van Club Brugge, die de prijs voor de eerste keer won.

## Profvoetballer van het Jaar

### Uitslag
| Nr. | Land               | Winnaar           | Club                              | Ptn. |
| --- | ------------------ | ----------------- | --------------------------------- | ---- |
| 1.  | Vlag van België    | Hans Vanaken      | Club Brugge                       | 358  |
| 2.  | Vlag van Nederland | Ruud Vormer       | Club Brugge                       | 272  |
| 3.  | Vlag van België    | Edmilson jr.      | Standard Luik                     | 168  |
| 4.  | Vlag van België    | Anthony Limbombe  | Club Brugge                       | 128  |
| 5.  | Vlag van Marokko   | Mehdi Carcela     | Olympiakos / Standard Luik        | 123  |
| 6.  | Vlag van Spanje    | Alejandro Pozuelo | KRC Genk                          | 108  |
| 7.  | Vlag van Mali      | Abdoulay Diaby    | Club Brugge                       | 81   |
| 8.  | Vlag van Frankrijk | Adrien Trebel     | RSC Anderlecht                    | 78   |
| 9.  | Vlag van Frankrijk | Teddy Chevalier   | KV Kortrijk                       | 72   |
| 10. | Vlag van Japan     | Ryota Morioka     | Waasland-Beveren / RSC Anderlecht | 52   |

## Trainer van het Jaar

### Uitslag
| Nr. | Land               | Winnaar             | Club                        | Ptn. |
| --- | ------------------ | ------------------- | --------------------------- | ---- |
| 1.  | Vlag van Kroatië   | Ivan Leko           | Club Brugge                 | 668  |
| 2.  | Vlag van Portugal  | Ricardo Sá Pinto    | Standard Luik               | 329  |
| 3.  | Vlag van België    | Philippe Clement    | Waasland-Beveren / KRC Genk | 279  |
| 4.  | Vlag van België    | Felice Mazzu        | Sporting Charleroi          | 263  |
| 5.  | Vlag van België    | Yves Vanderhaeghe   | KV Oostende / KAA Gent      | 173  |
| 6.  | Vlag van België    | Glen De Boeck       | KV Kortrijk                 | 105  |
| 7.  | Vlag van België    | Hein Vanhaezebrouck | KAA Gent / RSC Anderlecht   | 104  |
| 8.  | Vlag van Frankrijk | Claude Makélélé     | KAS Eupen                   | 58   |
| 9.  | Vlag van Roemenië  | László Bölöni       | Antwerp FC                  | 51   |
| 10. | Vlag van België    | Francky Dury        | SV Zulte Waregem            | 48   |

## Jonge Profvoetballer van het Jaar

### Uitslag
| Nr. | Land                  | Winnaar                | Club            | Ptn. |
| --- | --------------------- | ---------------------- | --------------- | ---- |
| 1.  | Vlag van Brazilië     | Wesley Moraes          | Club Brugge     | 211  |
| 2.  | Vlag van Nigeria      | Samuel Kalu            | KAA Gent        | 147  |
| 3.  | Vlag van Burkina Faso | Boureima Hassane Bandé | KV Mechelen     | 125  |
| 4.  | Vlag van België       | Alexis De Sart         | STVV            | 107  |
| 5.  | Vlag van Nigeria      | Henry Onyekuru         | RSC Anderlecht  | 95   |
| 6.  | Vlag van België       | Elias Cobbaut          | KV Mechelen     | 92   |
| 7.  | Vlag van België       | Selim Amallah          | Excel Moeskroen | 77   |
| 8.  | Vlag van België       | Casper De Norre        | STVV            | 73   |
| 9.  | Vlag van België       | Alexis Saelemaekers    | RSC Anderlecht  | 70   |
| 10. | Vlag van Mali         | Moussa Djenepo         | Standard Luik   | 63   |

## Scheidsrechter van het jaar
Door de spelers werd scheidsrechter Jonathan Lardot verkozen tot scheidsrechter van het jaar. 

## Lifetime Achievement Award
- Roger Vanden Stock (RSC Anderlecht)

## Randprijzen
- Sporting Lokeren won een prijs voor beste terrein.
- Club Brugge en KRC Genk wonnen samen de Award Pro League + Gold Cup. Die prijs bekroont de clubs met de beste sociale werking.